# Premis Literaris Pare Colom
Els Premis Literaris Pare Colom són guardons literaris per a obres inèdites escrites en català convocats anualment per l'ajuntament d'Inca en honor de la memòria del poeta Miquel Colom Mateu. Van néixer l'any 2003 i inicialment eren només per obres de narrativa. L'any 2009 s'hi va afegir la categoria de poesia i el 2010 la de teatre. El 2020 el premis tenien dotacions de 3.000 euros en la modalitat de narrativa i 1.200 euros en les modalitats de poesia i teatre. Les obres premiades es publiquen a l'editorial Lleonard Muntaner

## Premiats

### Narrativa
- 2003 Miquel Àngel Vidal, per Distàncies curtes[4]
- 2004 Guillem Rosselló Bujosa, per Els ulls misteriosos[5]
- 2005 Jaume Mateu i Martí, per El balancí de la mare[6]
- 2006 Jaume Santandreu, per Negrada[7]
- 2007 Joan Guasp, per El Generalíssimo i altres històries inversemblants però certes[8]
- 2008 Carles McCragh, per  La infermera tunisiana[9]
- 2009 Xavier Veloy Mateu, per Glops de llum[1]
- 2010 Miquel López Crespí, per Una arcadia feliç[10]
- 2011 Hilari de Cara, per Cada família, un porc[10]
- 2012 Jaume C. Pons Alorda, per Faula[10]
- 2013 Pere Joan Martorell, per Vides errants[10]
- 2014 Lucia Pietrelli, per Qui ens defensarà[10]
- 2015 Joan Perelló Ginard, per Música de la indiferència[10]
- 2016 Desert[10]
- 2017 Núria Busquet, per Partícules de nucli[11]
- 2018 Miquel Sbert i Garau, per Llibre de les calitges[12]
- 2019 Xavier Zambrano, per El dolç diagnòstic[13]
- 2020 Xavier Vidal Alemany, per  El Repàs de Don Isaac[14]
- 2021 Joan Duran i Ferrer per Menjaràs pols[15]
- 2022 Artur Garcia Fuster per Partint de Zadar[16]

### Poesia
- 2009 Joan Cabalgante Guasp, per Perpètues paraules[1]
- 2010 Maria Montserrat Butxaca i Fernandez, per Dunes de Safrà[10]
- 2011 Francesc Josep Vélez, per L'essència de la pols[10]
- 2012 Jaume Pomar i Llambias, per Cants de Montalt[10]
- 2013 Anna Gual, per L'ésser solar[10]
- 2014 Hilari de Cara, per Carrer d'Artà[10]
- 2015 Emili Sánchez- Rubio, per L'afrau del nigromant[10]
- 2016 Esteve Plantada, per Big Bang Llàtzer[10]
- 2017 Ferran Garcia Moreno, per Com mosques matar els records[11]
- 2018 Laia Llobera, per Boscana[12]
- 2019 Víctor Gayà, per El lliure clar de l'obert[13]
- 2020 Montserrat Rodés i Carbonell, per Tot és altre[14]
- 2021 Josep Maria Fulquet, per Domini fosc. Finalista: Pere Perelló i Nomdedéu, per Són ets i uts[15]
- 2022 Àngel Terrón Homar per El jardí de les Mèrleres[16]

### Teatre
- 2010 Jaume Miró, per Adults normals[10]
- 2011 Mariona Surribas Balduque, per El gos[10]
- 2012 Joan Jordi Miralles, per Això és Àustria[10]
- 2013 Remei Romanos Madriles, per Salsa a l'estragó[10]
- 2014 Bartomeu Salas Mascaró, per Àngel de Venècia[10]
- 2015 Miquel Àngel Vidal, per El bosc de Birnam[10]
- 2016 Joan Tomàs Martínez Grimalt, per Cendres. Cartografia de l'exili[10]
- 2017 Vicent Tur Riera, per L’inquilí[11]
- 2018 Ramon Pros i Fanny Ferran, per Absència[12]
- 2019 Elies Barberà i Jordi Boixadós, per Popocatépetl[13]
- 2020 Miquel Mas Fiol, per La Classe de les Girafes[14]
- 2021 Laura Gost, per La deliberació dels escorpins[15]
- 2022 Manuel Brugarolas per Els gossos[16]